# آنتونی مفا مزویی
آنتونی مفا مزویی (انگلیسی: Anthony Mfa Mezui؛ زادهٔ ۷ مارس ۱۹۹۱) بازیکن فوتبال اهل فرانسه است.
از باشگاه‌هایی که در آن بازی کرده‌است می‌توان به باشگاه فوتبال متس اشاره کرد.
وی همچنین در تیم ملی فوتبال گابن بازی کرده‌است.